# Isla Hollams Bird
La isla Hollams Bird, también Hollands bird es una pequeña isla rocosa libre de vegetación de la costa atlántica de Namibia y la isla más septentrional de las islas Pingüino. La isla alcanza una altura de 12 metros sobre el nivel del mar y tiene una superficie de alrededor de 1 hectárea. Posee un gran número de aves marinas. Ya desde 1840 se extraía el guano en la isla, que fue su actividad principal durante muchos años.
Desde 1994, la isla pertenece a Namibia. Anteriormente, fue, al igual que las otras islas del pingüino parte de Sudáfrica. Se puede visitar sólo con un permiso especial.